# Persone di nome Francesco/Militari
| Questa pagina contiene informazioni ricavate automaticamente dalle voci biografiche con l'ausilio del template Bio e di un bot. L'aggiornamento è periodico e automatico e ricostruisce completamente la pagina. Se manca una persona in questa lista, sei pregato di non aggiungerla, ma accertati piuttosto che la sua voce biografica contenga il template Bio e che i dati anagrafici siano correttamente compilati. Se il template Bio manca, inseriscilo tu stesso o, in alternativa, metti l'avviso {{tmp\|Bio}} che ne segnala la mancanza. Se i dati riportati sono sbagliati, correggi direttamente la voce biografica; le modifiche saranno visibili in questa lista entro pochi giorni. Per chiarimenti vedi il progetto antroponimi. La lista contiene solo le 96 persone che sono citate nell'enciclopedia e per le quali è stato implementato correttamente il template Bio. Pagina aggiornata al 22 lug 2025. |

Questa è una lista di persone presenti nell'enciclopedia che hanno il nome Francesco e sono militari.

## A(6)
- Francesco Agello, militare e aviatore italiano (Casalpusterlengo, n. 1902 - Bresso, † 1942)
- Francesco Albergotti, militare e scrittore italiano (Firenze, n. 1654 - Parigi, † 1717)
- Francesco Anfossi, militare italiano (Nizza, n. 1819 - Genova, † 1890)
- Francesco Angelino, militare italiano (Siracusa, n. 1893 - Siracusa, † 1990)
- Francesco Antonelli, militare italiano (Napoli, n. 1803 - San Giovanni a Teduccio, † 1877)
- Francesco Azzi, militare italiano (Napoli, n. 1914 - Axum, † 1935)

## B(6)
- Francesco Babuscio Rizzo, ufficiale e diplomatico italiano (Potenza, n. 1897 - Roma, † 1983)
- Francesco Baraldi, militare e politico italiano (Tortona, n. 1888)
- Francesco Barbieri, militare italiano (Milano, n. 1894 - Cima di Costabella, † 1916)
- Francesco Battista, militare italiano (Cosoleto, n. 1897 - Acab Saat, † 1936)
- Francesco Bembo, militare e politico italiano (Venezia)
- Francesco Biffi, militare italiano (Faenza, n. 1908 - Addis Abeba, † 1937)

## C(22)
- Francesco Caggiani, militare italiano (Pomarico, n. 1895 - Novavilla, † 1916)
- Francesco Caldogno, militare e funzionario italiano († 1638)
- Francesco Caldogno, militare e funzionario italiano (Vicenza - † 1608)
- Francesco Calfapietra, militare, patriota e politico italiano (Bovalino, n. 1830 - Bovalino, † 1908)
- Francesco Calì, militare italiano (Lercara Friddi, n. 1915 - Taranto, † 1938)
- Francesco Campo, militare, patriota e politico italiano (Palermo, n. 1827 - Palermo, † 1915)
- Francesco Campolo, militare italiano (Pellaro, n. 1896 - Campagna italiana di Grecia, † 1941)
- Francesco Cantuti Castelvetri, militare e economista italiano (Verona, n. 1904 - Roma, † 1979)
- Francesco Cappa, militare e aviatore italiano (Casale Monferrato, n. 1888 - Lugugnana, † 1917)
- Francesco Caracciolo, militare e nobile italiano (Napoli, n. 1613 - Buccino, † 1655)
- Francesco Marino I Caracciolo, militare e principe italiano (Avellino, n. 1631 - Napoli, † 1674)
- Francesco Carbone, militare italiano (Scilla, n. 1762 - Cosenza, † 1820)
- Francesco Carchidio Malavolti, militare italiano (Faenza, n. 1861 - Cassala, † 1894)
- Francesco Carnevalini, militare italiano (Viterbo, n. 1898 - Debra Sina, † 1936)
- Francesco Castellalto, militare italiano (Telve, n. 1480 - Trento, † 1554)
- Francesco Cavadini, militare italiano (Boiano, n. 1894 - Bardia, † 1941)
- Francesco Cazzulini, militare italiano (Ricaldone, n. 1920 - Nowo Postojalowka, † 1943)
- Francesco Cescato, militare italiano (Rivai, n. 1917 - Russia, † 1943)
- Francesco Coco, militare italiano (Genova, n. 1913 - Tobruch, † 1941)
- Francesco Colombo, militare e poliziotto italiano (Milano, n. 1899 - Lenno, † 1945)
- Francesco Confalonieri, militare italiano (Milano, n. 1896 - Monte Chiarista, † 1940)
- Francesco Crucioli, militare italiano (Grottammare, n. 1908 - Monte Isorà Adivi, † 1937)

## D(10)
- Francesco De Gregori, militare e partigiano italiano (Roma, n. 1910 - Faedis, † 1945)
- Francesco De Maestri, militare italiano (Spotorno, n. 1826 - Savona, † 1867)
- Francesco De Renzis, militare, politico e diplomatico italiano (Capua, n. 1836 - Parigi, † 1900)
- Francesco De Rosa, militare italiano (Potenza, n. 1853 - battaglia di Adua, † 1896)
- Francesco Del Grosso, militare e pistard italiano (San Secondo Parmense, n. 1899 - Barracas, † 1938)
- Francesco Dell'Anno, militare e marinaio italiano (Taranto, n. 1902 - Canale di Sicilia, † 1942)
- Francesco Di Benedetto, militare italiano (Montemiletto, n. 1905 - Uork Amba, † 1936)
- Francesco di Cosimo de' Medici, militare italiano (Firenze, n. 1614 - Ratisbona, † 1634)
- Francesco Saverio del Carretto, militare e politico italiano (Barletta, n. 1777 - Napoli, † 1861)
- Francesco di Cossé-Brissac, militare francese (n. 1585 - castello di Pouancé, † 1651)

## F(3)
- Francesco Ferrero, militare italiano (Mombarcaro, n. 1917 - Nowo Postojalowka, † 1943)
- Francesco Fodde, militare italiano (Buddusò, n. 1890 - Sabei, † 1913)
- Francesco Luigi Giuseppe Maria di Borbone-Busset, militare e tiratore a segno francese (Moulins, n. 1875 - Busset, † 1954)

## G(5)
- Francesco Gallo, militare italiano (Catania, n. 1905 - Dobrota, † 1944)
- Francesco Gerloni, militare, scrittore e allevatore italiano (Trento, n. 1835 - Mottola, † 1918)
- Francesco Goggia, militare e politico italiano (Principato di Monaco, n. 1871 - Genova, † 1950)
- Francesco Gonzaga, militare italiano (Guastalla, n. 1593 - Nonantola, † 1643)
- Francesco Grenet, militare e politico italiano (Napoli, n. 1846 - Napoli, † 1915)

## K(1)
- Francesco Kirn, militare italiano (Milano, n. 1907 - Karlovac, † 1941)

## L(6)
- Francesco La Rosa, militare italiano (Termini Imerese, n. 1962)
- Francesco Lanario, militare e umanista italiano (Napoli, n. 1588 - † 1624)
- Francesco Lauretta, militare italiano (Ispica, n. 1914 - Benafer, † 1938)
- Francesco Lo Bianco, militare italiano (Roma, n. 1908 - Bardia, † 1941)
- Francesco Lojacono, militare e aviatore italiano (Taranto, n. 1917 - Dibra, † 1941)
- Francesco Lombardo, militare e criminale italiano (Favara, n. 1896 - Favara, † 1921)

## M(6)
- Francesco Maiore, militare e aviatore italiano (Noto, n. 1921 - Nord Africa, † 1942)
- Francesco Manfra, militare italiano (Salza Irpina, n. 1913 - Africa Settentrionale Italiana, † 1942)
- Francesco Martinengo Colleoni, militare e diplomatico italiano (Scanzorosciate, n. 1548 - Bergamo, † 1621)
- Francesco Massarelli, militare italiano (Firenze, n. 1923 - Trento, † 1977)
- Francesco Meattini, militare italiano (Cortona, n. 1901 - Berane, † 1941)
- Francesco Mignone, militare italiano (Savona, n. 1884 - Fossalta di Piave, † 1918)

## N(1)
- Francesco Negri, militare italiano (Castellammare di Stabia, n. 1983)

## O(1)
- Francesco Oberholtzer, militare e ingegnere svizzero (Roma, n. 1828 - Roma, † 1891)

## P(6)
- Francesco Palazzi, militare italiano (Fano, n. 1533 - Nicosia, † 1570)
- Francesco Pavanello, militare italiano (Este, n. 1970)
- Francesco Pecchiari, militare e aviatore italiano (Muggia, n. 1916 - Malta, † 1942)
- Francesco Pepicelli, militare e partigiano italiano (Sant'Angelo a Cupolo, n. 1906 - Roma, † 1944)
- Francesco Pistoia, militare e politico italiano (Isola Dovarese, n. 1838 - Isola Dovarese, † 1927)
- Francesco Positano, militare italiano (Noci, n. 1889 - Selaclacà, † 1936)

## R(6)
- Francesco Rizzitelli, militare e aviatore italiano (Barletta, n. 1918 - Cielo dei Balcani, † 1944)
- Francesco Rolando, militare italiano (Susa, n. 1889 - Molino della Sega, † 1917)
- Francesco Rossi, militare italiano (Paganica, n. 1865 - campagna di Cessalto, † 1917)
- Francesco Rossi, militare italiano (Bertinoro, n. 1888 - Monte Tondarecar, † 1917)
- Francesco Antonio Rusciani, militare italiano (Terranova di Pollino, n. 1771 - Terranova di Pollino, † 1813)
- Francesco II Rákóczi, militare, condottiero e patriota ungherese (Borša, n. 1676 - Tekirdağ, † 1735)

## S(8)
- Francesco Santoro, militare e aviatore italiano (Gioia dei Marsi, n. 1910 - Badia di Sulmona, † 1943)
- Francesco Maria Scala, militare e direttore di banda italiano (Napoli, n. 1819 - Washington, † 1903)
- Francesco Sclavo, militare e scrittore italiano (Lesegno, n. 1837 - Roma, † 1913)
- Francesco Serra, militare e politico italiano (Genova, n. 1801 - Firenze, † 1877)
- Francesco Serratì, militare italiano
- Francesco Signoris di Buronzo, militare italiano
- Francesco Spinucci, militare italiano (Chieti, n. 1915 - Albania, † 1940)
- Francesco Sponzilli, militare, scienziato e architetto italiano (Barletta, n. 1796 - Napoli, † 1864)

## T(4)
- Francesco Tola, militare e aviatore italiano (Silanus, n. 1893 - Firenze, † 1964)
- Francesco Tonolini, militare italiano (Breno, n. 1880 - Montagnola di Valdobbiadene, † 1918)
- Francesco Toraldo, militare italiano (Napoli, n. 1585 - Napoli, † 1647)
- Francesco Touchebeuf, militare francese (Francia - Malta)

## V(2)
- Francesco Verrotti, militare italiano (Napoli, n. 1919 - Marmarica, † 1941)
- Francesco Paolo Vicari, militare italiano (Palermo, n. 1925 - Roma, † 1975)

## W(1)
- Francesco Antonio Winspeare, militare e politico italiano (Portici, n. 1783 - Napoli, † 1870)

## Z(2)
- Francesco Zola, militare e ingegnere italiano (Venezia, n. 1795 - Marsiglia, † 1847)
- Francesco Zurolo, militare italiano (Otranto, † 1480)